# لقاح همزمان
لقاح همزمان (به انگلیسی: Superfecundation) بارور شدن دو یا چند تخمک که در یک چرخهٔ قاعدگی آزاد شده‌اند به‌وسیلهٔ اسپرم دو پدر متفاوت است. این کلمه، از «بارور» به معنی توانایی تولید فرزند گرفته شده‌است. لقاح همزمان از دو پدر، زمانی اتّفاق می‌افتد که پدر دوقلوها، دو نر متفاوت باشند.
در کاربرد روزمره، استفاده از لقاح همزمان رایج‌تر از لقاح همزمان از دو پدر است. این عبارات، به طور عملی معادل هستند؛ زیرا، گرچه لقاح دو یا چند تخمک توسط یک پدر به نظر اتّفاقی عادی است، امّا لقاح همزمان زمانی ثابت می‌شود که چند نر با ماده جفت‌گیری کرده باشند.
لقاح همزمان اغلب در ساعات یا روزهای اول لقاح با تخمک‌های آزادشده در یک چرخهٔ قاعدگی اتّفاق می‌افتد. محدودهٔ زمانی که تخمک‌ها قادر به لقاح هستند بسیار کوتاه است. سلول‌های اسپرم می‌توانند چهار تا پنج روز در بدن ماده زندگی کنند. زمانی که تخمک‌گذاری صورت گرفت؛ تخمک پیش از اینکه از بین برود، ۱۲ تا ۴۸ ساعت به حیات خود ادامه می‌دهد. بنابراین، طول دورهٔ باروری پنج تا هفت روز است.
تخمک‌گذاری در زمان بارداری معمولاً برای جلوگیری از تولید و باروری تخمک بیشتر و کمک به بالا بردن شانس بارداری کامل، به تأخیر می‌افتد. به هر حال اگر تخمک بعد از باردار شدن ماده، آزاد شد؛ شانس بارداری مجدد، فراهم می‌شود. گرچه مراحل رشد جنین‌ها متفاوت خواهد بود. این قضیه، «آبستنی در دوره بارداری» نامیده می‌شود.

## لقاح همزمان از دو پدر
لقاح همزمان از دو پدر در جانورانی مثل گربه و سگ پدیده‌ای رایج است. سگ‌های ولگرد می‌توانند نوزادانی را بزایند که هر توله سگ پدر متفاوتی دارد. گرچه این اتفاق درانسانها کمیاب است، ولی مواردی ثبت شده‌است. در مطالعه‌ای که پدرها مسئولیت فرزند را پذیرفته بودند، احتمال آن در مورد دوقلوهای ناهمسان ۲٫۴٪ بود.

## کاربرد در اسطوره‌ها
در اسطوره‌های یونانی، هرکول و برادر دوقلویش ایفیکلس مثالی از لقاح همزمان از دو پدر هستند. هرکول فرزند خدای زئوس بود و ایفیکلس پدری فناپذیر به نام آمفیتروئون داشت.
در افسانهٔ یونانی دیگری لدا در یک شب توسط دو مرد مختلف چهارقلو (هلن، کلوتایمنسترا و کستور و پولوکس) باردار شد. دو تا از کودکان فرزند زئوس - که با لباس مبدل قو نزد او رفت- و دو تای آنها فرزند شوهر فناپذیر لدا، تیندارئوس هستند. این مطلب که کدام مرد پدر کدام فرزند است در شرح‌های مختلف تفاوت دارد. در برخی موارد گفته شده که پدر دوقلوها کستور و پولوکس متفاوت بوده‌است. لقاح همزمان از دو پدر که در این افسانه وجود دارد غیرعادی است؛ زیرا به جای زاییدن فرزند، لدا تخم گذاشته و بچه‌ها از تخم بیرون می‌آیند.